# Greysteelmassakern
Greysteelmassakern ägde rum den 30 oktober 1993 i Greysteel i Nordirland.

## Händelse
Tre män från den lojalistiska paramilitära gruppen Ulster Freedom Fighters attackerade Rising Sun Bar under en halloweenfest. Åtta personer dödades och tretton skadades på baren, som låg i ett katolskt område. Attacken var en hämndaktion för bombattentatet på Shankill Road utfört av Provisoriska IRA den 23 oktober.
Torrens Knight, Stephen Irwin, Jeffrey Deeney och Brian McNeill dömdes för mord på åtta personer till livstids fängelse men fick amnesti efter Långfredagsavtalet i december 1999.